# Параїзу (Каштелу-де-Пайва)
Параї́зу (порт. Paraíso; МФА: [pɐ.ɾɐ.ˈi.zu]) — колишня парафія в Португалії, в муніципалітеті Каштелу-де-Пайва. Перебувала у складі округу Авейру.  Входила до регіону Північ. За старим адміністративним поділом, що був чинним до 1976 року, територія парафії належала провінції Берегове Дору.  Ліквідована 28 січня 2013 року. Увійшла до складу парафії Райва, Педоріду і Параїзу. Площа парафії — 24,85 км², населення — 924 ос. (2011), густота населення — 37,18 осіб/км²
. Патрон — святий Петро. Поштовий індекс — 4550. Код  — 010603.

## Географія

Каштелу-де-Пайва (2013)

## Населення
| Кількість мешканців | Кількість мешканців | Кількість мешканців | Кількість мешканців | Кількість мешканців | Кількість мешканців | Кількість мешканців | Кількість мешканців | Кількість мешканців | Кількість мешканців | Кількість мешканців | Кількість мешканців | Кількість мешканців | Кількість мешканців | Кількість мешканців |
| ------------------- | ------------------- | ------------------- | ------------------- | ------------------- | ------------------- | ------------------- | ------------------- | ------------------- | ------------------- | ------------------- | ------------------- | ------------------- | ------------------- | ------------------- |
| 1864                | 1878                | 1890                | 1900                | 1911                | 1920                | 1930                | 1940                | 1950                | 1960                | 1970                | 1981                | 1991                | 2001                | 2011                |
| 713                 | 721                 | 714                 | 727                 | 686                 | 533                 | 826                 | 984                 | 1.373               | 1.709               | 1.346               | 1.150               | 1.064               | 975                 | 924                 |